# Moi, grand-mère, Iliko et Illarion
Pour plus de détails, voir Fiche technique et Distribution.
Moi, grand-mère, Iliko et Illarion (მე, ბებია, ილიკო და ილარიონი, Me, bebia, Iliko da Ilarioni) est un film soviétique réalisé par Tenguiz Abouladze, sorti en 1962.
C'est l'adaptation du roman du même nom de Nodar Doumbadze publié en 1960.

## Synopsis
Le film raconte la vie d'un garçon prénommé Zuriko qui vit dans un village dans la Géorgie d'avant-guerre. Le petit héros va à l'école, tombe amoureux pour la première fois, assiste au départ des villageois mobilisés dans l'armée lors de la guerre et à leur retour célèbre avec eux la Victoire. Il termine sa scolarité et s'en va étudier à Tbilissi, pour retourner ensuite dans son village, retrouver son premier amour et ses amis.

## Fiche technique
- Titre original : მე, ბებია, ილიკო და ილარიონი, Me, bebia, Iliko da Ilarioni
- Titre français : Moi, grand-mère, Iliko et Illarion
- Réalisation : Tenguiz Abouladze
- Scénario : Tenguiz Abouladze et Nodar Doumbadze
- Photographie : Gueorgui Kalatozichvili
- Compositeur(s) : Arshil Kereselidze (ru), Nugzar Vatsadzé
- Production : Kartuli Pilmi
- Pays d'origine : URSS
- Format : Noir et blanc - 35 mm - Mono
- Genre : comédie romantique
- Durée : 90 minutes
- Date de sortie : 1962

## Distribution
- Sergo Ordjonikidze : Zuriko
- Sesilia Takaishvili (ru) : mamie Olga
- Aleksandre Jorjoliani (ru) : Iliko
- Grigol Tkabladze : Illarion
- Manana Abazadze : Mery
- Kira Andronikashvili : Zira
- Tengiz Daushvili : Kukury
- Alexandr Gomelauri : Antip
- Ekaterine Veruleishvili (ru) : paysanne
- Mikho Borashvili (ru) : Romuli Kalandadzé
- Shalva Kherkheulidze (ru) : Ambako